# Arca de Noé (filme)
Arca de Noé, também conhecido como Arca de Noé - A Aventura, é um filme de animação indo-brasileiro dos gêneros aventura e musical de 2024 dirigido por Sérgio Machado com codireção de Alos di Leo e roteiro escrito por Machado ao lados das atrizes Ingrid Guimarães e Heloísa Périssé. O filme foi inspirado em poemas escritos pelos músicos Vinicius de Moraes e Tom Jobim e segue dois irmãos ratos chamados Tom e Vini que estão em busca de boa sorte enquanto procuram dentro da Arca.
Tom e Vini foram apresentados como evocações de Tom Jobim e Vinicius de Moraes. Os diretores Alois di Leo e Sérgio Machado, numa entrevista à CNN Brasil, afirmaram que Arca de Noé "é a maior animação brasileira em termos de complexidade da grandiosidade da história, da quantidade de músicas", e também "a maior em termos de orçamento".
O filme foi lançado pela primeira vez na África do Sul em 5 de janeiro de 2024 e no Brasil em 7 de novembro de 2024.

## Enredo
Tom e Vini são dois ratos que gostam de cantar e tocar música. Eles se surpreendem com uma conversa entre Noé e Deus e percebem que a Terra será inundada.
Tom e Vini tentam embarcar na arca que Noé e sua família (Susanah, sua neta e Ruth, sua esposa) prepararam. Mas Noé se recusa, pois Tom e Vini são machos. Como todos os casais de animais estão entrando no navio, enquanto Nina, a rata, chega, Vini vai embora, apesar dos protestos de Tom, para que seu amigo possa ser salvo.
Vini é salvo do afogamento por Alfonso, a barata, e sua tripulação navegando em um pequeno barco, enquanto, ao mesmo tempo, Kilgore, o pássaro andorinha, tenta encontrar a arca ao lado de Sônia, a pomba, e uma baleia jubarte rosa. Vini então chega à arca e eles embarcam por um buraco antes que fosse liderado pelos carnívoros, como um urso pardo, um gorila, uma onça e um casal de hienas que entraram no depósito de alimentos para se ajudarem. Baruk, o leão que lidera o grupo ao lado de suas cascavéis, quer assumir o controle e organiza um concurso de canto. Mas as habilidades de canto de Baruk são fracas, levando Vini e Tito a se apresentarem para ele atrás de uma cortina. Quando o truque é descoberto, todos os animais param de reconhecer a autoridade do trapaceiro. É também o momento em que as arcas finalmente chegam à terra e todos os ocupantes são salvos.

## Elenco
- Rodrigo Santoro como Vini
- Marcelo Adnet como Tom
- Alice Braga como Nina
- Lázaro Ramos como Baruk, um leão que lidera a Arca
- Gregório Duvivier como Alfonso, uma barata com sotaque mexicano
- Bruno Gagliasso como Kilgore, uma andorinha macho
- Júlio Andrade como Noé
- Eduardo Sterblitch como Gorila, um gorila vesgo que que é membro do grupo de Baruk
- Ingrid Guimarães como Sônia, uma pomba
- Heloisa Périssé como Dona Furona
- Marcelo Serrado como Elefante, um elefante azul
- Débora Nascimento como Baleia, uma baleia-jubarte rosa que acomponha a Arca
- Babu Santana como Lombriga, uma hiena macho que é membro do grupo de Baruk
- Monica Iozzi como Hiena fêmea, uma hiena com uma crina vermelha que é membra do grupo de Baruk
- Seu Jorge como Deus
- Rihanna Barbosa como Suzana, neta de Noé
- Edvana Carvalho como Ruth, a esposa de Noé
- Daniel Furlan como Pica-Pau
- Louise D'Tuani como Leoa, a esposa de Baruk
- Chico César como Severino, um bode com sotaque nordestino
- Adriana Calcanhotto como Corujinha
- Giovanna Ewbank como Serpente #1, uma cascavel rosa que é membra do grupo de Baruk, Ewbank também faz a voz de Amy, uma mosca aspirante a Amy Winehouse
- Luís Miranda como Serpente #2, uma cascavel rosa macho que é membro do grupo de Baruk, Miranda também faz a voz de Sheyla, uma pulga aspirante a Billie Eilish, uma Corça e um Texugo
- Leandro Firmino como Zé Urso, um urso-pardo com sotaque carioca que é membro do grupo de Baruk
- Laila Garin como Onça, uma onça-pintada que é membra do grupo de Baruk
- Russo Passapusso como Pato, um pato-real que é um dos passageiros da Arca
- Larissa Luz como Galinha-d'angola
- Guilherme Rodio como Bob, uma minhoca aspirante a Bob Marley, Rodio também faz a voz de Bukovsky, um besouro rinoceronte azul aspirante a Moe Howard e Rinoceronte, um rinoceronte-negro que que é um dos passageiros da Arca

## Elenco em inglês
- Rodrigo Santoro como Vini
- Marcelo Adnet como Tom
- Alice Braga como Nina
- Keith Silverstein como Baruk/Bob/Canguru
- Ian James Corlett como Noé/Pinguim
- Luis Bermudez como Kilgore/Deus/Hiena #1/Elefante/Porquinho-da-índia/Pica-pau
- Laila McCann como Susana
- Debra Wilson como Ruth/Vaca
- Christopher Corey Smith como Alfonso
- Triya Leong como Sonia/Babe
- Rachel Butera como Dona Furona/Furão/Serpente #2/Hiena #2/Cervo/Amy
- Misty Lee como Baleia/Sheyla/Peru
- Rick Zieff como Serpente #1/Rinoceronte/Texugo
- David Lodge como Gorila/Pavão/Crocodilo
- Karen Strassman como Leoa/Onça/Girafa
- Mark Lewis como Severino (Billy Goat)
- Bill Rogers como Zé Urso

## Recepção
Uma crítica francesa considerou o filme "medíocre", afirmando que "no final, Arca de Noé é apenas mais uma reinterpretação banal de uma história bíblica". Bruno Molinero, do Folha de S.Paulo, disse que, apesar de se inspirar na poesia e música infantil de Vinícius de Moraes, "o filme prefere o entretenimento fast food, de absorção rápida."